# Улыбка (серия фильмов)
Серия фильмов «Улыбка» (англ. Smile) состоит из американских психологических фильмов ужасов о сверхъестественном, включая короткометражный фильм и два полнометражных. Серия основана на персонажах и оригинальной сюжете Паркера Финна. Режиссёр в элементах повествования исследует элементы паранойи, психологической травмы и страха. Сюжет сериала рассказывает о ряде персонажей, которых мучает и преследует злая сущность. Эта сила, которую Финн называл «the Monstrosity», представляет собой идентифицирующую характеристику злобной улыбки, когда она принимает облик людей, с которыми сталкиваются персонажи. Пока персонажи отчаянно пытаются спасти себя от присутствия смерти, они испытывают видения пугающей натуры.
Оригинальный короткометражный фильм, который дебютировал в США на кинофестивале SXSW в 2020 году после предыдущего международного фестиваля, получил признание критиков. Paramount Pictures получила права на полнометражный фильм, который оказался продолжением короткометражного фильма. Финн был нанят в качестве сценариста и режиссёра. Фильм 2022 года был также встречен похвалой критиков и имел коммерческий успех. Финн подписал договорное соглашение с Paramount до того, как его наняли на продолжение 2024 года. Кейтлин Стейси и Кайл Галлнер — единственные актёры, которые появились более чем в одном фильме.

## Фильмы
| Фильм      | Дата выхода      | Режиссёр    | Сценарист   | Продюсер(ы)                                                           | Статуы       |
| ---------- | ---------------- | ----------- | ----------- | --------------------------------------------------------------------- | ------------ |
| «Улыбка»   | 30 сентября 2022 | Паркер Финн | Паркер Финн | Марти Боуэн, Уик Годфри, Исаак Клауснер и Роберт Салерно              | Вышел        |
| «Улыбка 2» | 18 октября 2024  | Паркер Финн | Паркер Финн | Марти Боуэн, Уик Годфри, Исаак Клауснер, Роберт Салерно и Паркер Финн | Вышел        |
| «Улыбка 3» | TBA              | TBA         | TBA         | TBA                                                                   | В разработке |

### Улыбка
Сюжет повествует о терапевте, которая становится свидетелем странного самоубийства пациента, а затем сталкивается с тревожными и пугающими переживаниями, принимающими сверхъестественный оборот

### Улыбка 2
Поп-сенсация Скай Райли начинает испытывать серию всё более тревожных и пугающих событий, когда собирается отправиться в новое мировое турне. Она вынуждена столкнуться со своим тёмным прошлым, чтобы восстановить контроль над своей жизнью, прежде чем она выйдет из-под контроля

### Улыбка 3
В сентябре 2024 года Паркер Финн подтвердил планы продолжить серию третьим фильмом; заявив: «…возможно, мы вычерпнули из океана только один стакан воды. … Я думаю, что очень забавно представить себе линию фильмов „Улыбка“, где каждый из них становится более страшным, чем предыдущий». В декабре сообщалось, что «Улыбка 3» находится в разработке, съёмки начнутся в 2025 году.

## Короткометражный фильм
| Название        | Дата выхода   | Режиссёр    | Сценарист   | Продюсеры                                                                  |
| --------------- | ------------- | ----------- | ----------- | -------------------------------------------------------------------------- |
| «Лора не спала» | 25 марта 2020 | Паркер Финн | Паркер Финн | Джессика Бонандер, Тристан Борис, Шон Даканей, Джонатан Фасс и Паркер Финн |

Лора Уивер посещает своего терапевта и удивлена, обнаружив, что её врача нет в городе. Несмотря на некоторые оговорки, она решила описать серию повторяющихся ужасных снов, которые она испытывает ночью, которые происходят во время её бодрствования. Уточняя, что повторяющимся аспектом этих событий является мужчина, который, по-видимому, преследует её и жутко ухмыляется. Пока доктор пытается рассуждать с ней, что сны являются результатом ее повышенного уровня стресса и её активного воображения, Лора в ужасе понимает, что доктор на самом деле является сущностью, которая вновь появляется на протяжении всех её снов, когда он угрожающе улыбается ей в ответ.

## Дополнительные члены съёмочной группы
| Название        | Детали                  | Детали        | Детали          | Детали                                      | Детали             | Детали        | Детали |
| Название        | Композитор              | Оператор      | Монтажёр        | Компания                                    | Дистрибьютор       | Длительность  |        |
| --------------- | ----------------------- | ------------- | --------------- | ------------------------------------------- | ------------------ | ------------- | ------ |
| «Лора не спала» | Роб Химебо              | Дэн Кларк     | Тристан Борис   | Park Finn Films Post Mango                  | SXSW               | 11 мин        |        |
| «Улыбка»        | Кристобаль Тапиа де Вир | Чарли Саррофф | Эллиот Гринберг | Paramount Players Temple Hill Entertainment | Paramount Pictures | 1 часа 55 мин |        |
| «Улыбка 2»      | Кристобаль Тапиа де Вир | Чарли Саррофф | Эллиот Гринберг | Temple Hill Entertainment Bad Feeling       | Paramount Pictures | 2 часа 7 мин  |        |

## Отзывы

### Кассовые сборы
| Фильм      | Сборы            | Сборы             | Сборы        | Ранк             | Ранк   | Продажи видео | Бюджет      | Прибыль      | Примечания    |
| Фильм      | Северная Америка | Другие территории | Мир          | Северная Америка | Мир    | Продажи видео | Бюджет      | Прибыль      | Примечания    |
| ---------- | ---------------- | ----------------- | ------------ | ---------------- | ------ | ------------- | ----------- | ------------ | ------------- |
| «Улыбка»   | $105 935 048     | $111 473 465      | $217 408 513 | #748             | #847   | $4 088 772    | $17 000 000 | $200 408 513 | [ 9 ] [ 17 ]  |
| «Улыбка 2» | $68 967 012      | $69 116 268       | $138 083 280 | #1 300           | #1 406 | N/A           | $28 000 000 | $109 545 266 | [ 18 ] [ 19 ] |
| Total      | $174 902 060     | $180 589 733      | $355 491 793 |                  |        | $4 088 772    | $45 000 000 | $314 580 565 |               |

### Отзывы критиков
| Фильм      | Rotten Tomatoes   | Metacritic          | CinemaScore |
| ---------- | ----------------- | ------------------- | ----------- |
| «Улыбка»   | 79% (195 отзывов) | 68/100 (32 отзывов) | B−          |
| «Улыбка 2» | 86% (201 отзывов) | 67/100 (37 отзывов) | B           |